# Katholische Kirche in der Ukraine
Die katholische Kirche in Ukraine zählt ca. 1,1 Millionen katholische Christen (Stand: 2007). In der Ukraine sind drei Rituskirchen vertreten, die Lateinische Kirche (Westkirche) sowie die Ukrainische griechisch-katholische Kirche und die Ruthenische griechisch-katholische Kirche, beides katholische Ostkirchen byzantinischer Tradition.
Mit 8 % der Bevölkerung gehört der Großteil der Katholiken der ukrainisch-katholischen Kirche an, etwa 2 % der Bevölkerung gehören zur lateinischen Kirche und 0,8 % zur ruthenischen Kirche.
Apostolischer Nuntius ist seit Juni 2021 Erzbischof Visvaldas Kulbokas.
Die römisch-katholische Kirche war während der Stalin-Ära in ihrem Wirken sehr eingeschränkt, die Ukrainische griechisch-katholische Kirche war verboten worden und konnte nur als Untergrundkirche und im Exil überleben.

## Lateinische Kirche
- Erzbistum Lemberg
  - Bistum Charkiw-Saporischschja
  - Bistum Kamjanez-Podilskyj
  - Bistum Luzk
  - Bistum Mukatschewe
  - Bistum Odessa-Simferopol
  - Bistum Schytomyr-Kiew.

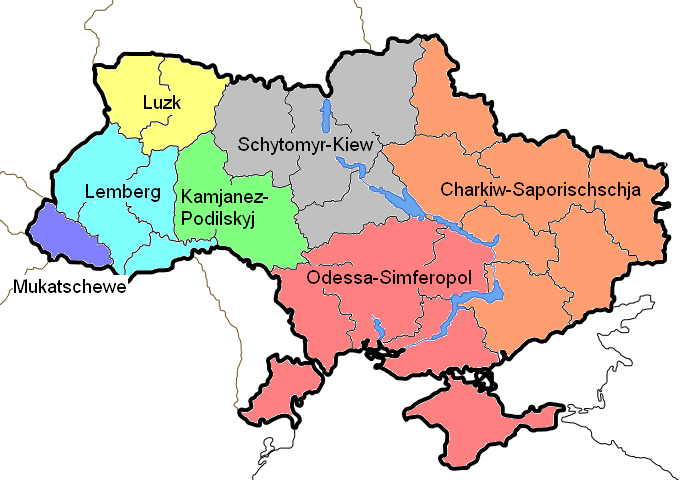
Karte mit der Diozesangliederung

Mieczysław Mokrzycki ist Erzbischof von Lemberg und Metropolit in der Ukraine und Vorsitzender der ukrainischen Bischofskonferenz.

## Ukrainisch-katholische Kirche
Die ukrainisch-katholische Kirche entstand 1596 als katholische Ostkirche, die der byzantinischen Tradition folgt, aber die Suprematie des Papstes anerkennt und mit Rom uniert ist. Sie hat eine eigene Bischofskonferenz, die Bischofssynode der ukrainisch-katholischen Kirche.
Diözesen der ukrainisch-katholischen Kirche in der Ukraine:
- Großerzbistum Kiew-Halytsch
  - Erzbischöfliches Exarchat Charkiw
  - Erzbischöfliches Exarchat Donezk
  - Erzbischöfliches Exarchat Krim
  - Erzbischöfliches Exarchat Luzk
  - Erzbischöfliches Exarchat Odessa
- Erzeparchie Kiew
  - keine Suffragane
- Erzeparchie Lemberg
  - Eparchie Sambir-Drohobytsch
  - Eparchie Sokal-Schowkwa
  - Eparchie Stryj
- Erzeparchie Ternopil-Sboriw
  - Eparchie Butschatsch
- Erzeparchie Iwano-Frankiwsk
  - Eparchie Kolomyia-Tscherniwzi

## Ruthenische griechisch-katholische Kirche
- Eparchie Mukatschewe